# Lipanská mohyla
Lipanská mohyla Karla Koutka se tyčí na severním svahu Lipské hory. Byla odhalena roku 1881, jako památka bratrovražedné bitvy u Lipan, která se zde odehrála 30. května 1434 a padl v ní vojevůdce Prokop Holý. 

## Historie
K Lipské hoře byla vedena řada táborů lidu.
První známý je již z 21. července 1775, kdy selský lid, povzbuzen pověstmi o ulehčení roboty, se sešel na Lipanské hoře a odtud mohutným proudem táhl na černokostelecký zámek a tam si společným náporem vydobyl na direktoru Petru Blažkovi poloviční robotu.
Od této doby lze datovat mnohé sešlosti lidu na lipanské pláni. 29. května 1870, na dalším táboru, vznikla myšlenka postavení Lipanské mohyly. Následně byl založen spolek Prokop, který vznikl za účasti českobrodských a kolínských občanů, jehož předsedou se stal velimský statkář Josef Škopek. 27. května 1881 je podepsána smlouva s kameníkem Karlem Koutkem. O měsíc později - 29. června 1881 byl položen základní kámen a 4. září 1881 došlo ke slavnostnímu odhalení, jehož se zúčastnilo asi 20 000 přihlížejících.
Ke konci první světové války - 30. května 1918 se u Lipanské mohyly konal protestní tábor, za účasti komisaře dr. Hera, na kterém hlavní řečník, poslanec Emil Špatný, vyjádřil naději, že příští tábor bude vládnout již český lid.
V únoru 1939 přísahalo věrnost 23 československých generálů, z nichž 15 bylo popraveno v nacistických sekyrárnách a zbylých osm skončilo v koncentračních táborech, nebo utekli za hranice.
Každý rok se u Lipanské mohyly pravidelně pořádají vzpomínkové akce.

## Popis
Mohyla je složena z na sebe naskládaných žulových a pískovcových cihel, jež dosahují do výšky 11 metrů. Do cihel je vložen kalich, symbol husitů. Svým vzhledem je velmi podobná Žižkově mohyle u Přibyslavi.

## Zajímavost
V širším okolí místa památné bitvy a obecně Lipan bylo vysázeno velké množství lip (Lipany – lípy). Tím se tato oblast vedle arboret zařadila k místům s největší druhovou pestrostí lip v Česku. V Milčicích roste lípa americká (Tilia americana), v Polních Voděradech u barokní sochy sv. Františka Xaverského kříženec lípy mongolské (Tilia mongolica), v Ratenicích lípa japonská (Tilia japonica), v Křečhoři lípa kavkazská (Tilia dasystyla). Nejběžnější jsou však lípa velkolistá (Tilia platyphyllos), lípa srdčitá (Tilia cordata) a lípa evropská (Tilia x europaea). Většinu druhů lip lze najít v Oplanech-Klíčích u Ottomanských na zahradě.